# Apogon omanensis
Apogon omanensis es una especie de pez de la familia de los apogónidos en el orden de los perciformes.

## Morfología
Los machos pueden llegar a alcanzar los 15,5 cm de longitud.

## Distribución geográfica
Se encuentran en Omán.